# Sphaerotherium lamprimum
Sphaerotherium lamprimum är en mångfotingart som beskrevs av Butler 1878. Sphaerotherium lamprimum ingår i släktet Sphaerotherium och familjen Sphaerotheriidae. Inga underarter finns listade i Catalogue of Life.